# Rettili del Madagascar
Rettili del Madagascar
Il territorio delle Madagascar ospita 411 specie di rettili, tra cui 295 specie di sauri, 99 specie di serpenti, 16 specie di tartarughe e 1 specie di coccodrillo.
Come il resto della fauna malgascia, anche l'erpetofauna è caratterizzata da un'elevata presenza di endemismi, cioè di specie che non si trovano in nessuna altra parte del mondo. Sono presenti esclusivamente nel Madagascar una famiglia di iguane (Opluridae), quattro generi di camaleonti (Brookesia, Calumma, Furcifer e Palleon), cinque generi di scinchi (Madascincus, Paracontias, Pseudoacontias, Pygomeles e Sirenoscincus) e 22 generi di serpenti (Acrantophis, Alluaudina, Brygophis, Compsophis, Dromicodryas, Elapotinus, Heteroliodon, Ithycyphus, Langaha, Leioheterodon, Liopholidophis, Madagascarophis, Madatyphlops,  Micropisthodon, Mimophis, Pararhadinaea, Parastenophis, Phisalixella, Pseudoxyrhopus, Sanzinia, Thamnosophis e Xenotyphlops). Il maggiore contributo alla biodiversità è fornito, tra i sauri, dalle famiglie Gekkonidae (103 specie di cui 95 endemiche), Chamaeleonidae (84 specie, tutte endemiche) e Scincidae (76 specie, di cui 75 endemiche e una condivisa con le isole Comore) e tra i serpenti, dalla famiglia Lamprophiidae (81 specie, tutte endemiche).
Quattordici specie di sauri, 4 specie di serpenti e 6 specie di tartarughe sono classificate in pericolo critico di estinzione.
| Nelle lista che segue in verde |  | sono contrassegnate le specie endemiche. |

Lo stato di conservazione è indicato in base alla Lista rossa della Unione Internazionale per la Conservazione della Natura (IUCN).

## Coccodrilli

### Crocodylidae
| Specie               | Nome comune          | Status IUCN |  |
| -------------------- | -------------------- | ----------- |  |
| Crocodylus niloticus | coccodrillo del Nilo |             |  |

## Sauri

### Agamidae
| Specie      | Nome comune  | Status IUCN |  |
| ----------- | ------------ | ----------- |  |
| Agama agama | agama comune |             |  |

### Chamaeleonidae
| Specie                  | Nome comune          | Status IUCN |  |
| ----------------------- | -------------------- | ----------- |  |
| Brookesia ambreensis    |                      |             |  |
| Brookesia antakarana    |                      |             |  |
| Brookesia bekolosy      |                      |             |  |
| Brookesia betschi       |                      |             |  |
| Brookesia bonsi         |                      |             |  |
| Brookesia brunoi        |                      |             |  |
| Brookesia brygooi       |                      |             |  |
| Brookesia confidens     |                      |             |  |
| Brookesia decaryi       |                      |             |  |
| Brookesia dentata       |                      |             |  |
| Brookesia desperata     |                      |             |  |
| Brookesia ebenaui       |                      |             |  |
| Brookesia exarmata      |                      |             |  |
| Brookesia griveaudi     |                      |             |  |
| Brookesia karchei       |                      |             |  |
| Brookesia lambertoni    |                      |             |  |
| Brookesia lineata       |                      |             |  |
| Brookesia micra         |                      |             |  |
| Brookesia minima        |                      |             |  |
| Brookesia perarmata     |                      |             |  |
| Brookesia peyrierasi    |                      |             |  |
| Brookesia ramanantsoai  |                      |             |  |
| Brookesia stumpffi      |                      |             |  |
| Brookesia superciliaris |                      |             |  |
| Brookesia therezieni    |                      |             |  |
| Brookesia thieli        |                      |             |  |
| Brookesia tristis       |                      |             |  |
| Brookesia tuberculata   |                      |             |  |
| Brookesia vadoni        |                      |             |  |
| Brookesia valerieae     |                      |             |  |
| Calumma amber           |                      |             |  |
| Calumma ambreense       |                      |             |  |
| Calumma andringitraense |                      |             |  |
| Calumma boettgeri       |                      |             |  |
| Calumma brevicorne      |                      |             |  |
| Calumma capuroni        |                      |             |  |
| Calumma crypticum       |                      |             |  |
| Calumma cucullatum      |                      |             |  |
| Calumma fallax          |                      |             |  |
| Calumma furcifer        |                      |             |  |
| Calumma gallus          |                      |             |  |
| Calumma gastrotaenia    |                      |             |  |
| Calumma glawi           |                      |             |  |
| Calumma globifer        |                      |             |  |
| Calumma guibei          |                      |             |  |
| Calumma guillaumeti     |                      |             |  |
| Calumma hafahafa        |                      |             |  |
| Calumma hilleniusi      |                      |             |  |
| Calumma jejy            |                      |             |  |
| Calumma malthe          |                      |             |  |
| Calumma marojezense     |                      |             |  |
| Calumma nasutum         |                      |             |  |
| Calumma oshaughnessyi   |                      |             |  |
| Calumma parsonii        | camaleonte di Parson |             |  |
| Calumma peltierorum     |                      |             |  |
| Calumma peyrierasi      |                      |             |  |
| Calumma tarzan          |                      |             |  |
| Calumma tsaratananense  |                      |             |  |
| Calumma tsycorne        |                      |             |  |
| Calumma vatosoa         |                      |             |  |
| Calumma vencesi         |                      |             |  |
| Calumma vohibola        |                      |             |  |
| Furcifer angeli         | camaleonte di Angel  |             |  |
| Furcifer antimena       |                      |             |  |
| Furcifer balteatus      |                      |             |  |
| Furcifer belalandaensis |                      |             |  |
| Furcifer bifidus        |                      |             |  |
| Furcifer campani        |                      |             |  |
| Furcifer cephalolepis   |                      |             |  |
| Furcifer labordi        |                      |             |  |
| Furcifer lateralis      |                      |             |  |
| Furcifer major          |                      |             |  |
| Furcifer minor          |                      |             |  |
| Furcifer nicosiai       |                      |             |  |
| Furcifer oustaleti      |                      |             |  |
| Furcifer pardalis       |                      |             |  |
| Furcifer petteri        |                      |             |  |
| Furcifer polleni        |                      |             |  |
| Furcifer rhinoceratus   |                      |             |  |
| Furcifer timoni         |                      |             |  |
| Furcifer tuzetae        |                      |             |  |
| Furcifer verrucosus     |                      |             |  |
| Furcifer viridis        |                      |             |  |
| Furcifer willsii        |                      |             |  |
| Palleon lolontany       |                      |             |  |
| Palleon nasus           |                      |             |  |

### Gekkonidae
| Specie                        | Nome comune                        | Status IUCN |  |
| ----------------------------- | ---------------------------------- | ----------- |  |
| Blaesodactylus ambonihazo     |                                    |             |  |
| Blaesodactylus antongilensis  |                                    |             |  |
| Blaesodactylus boivini        |                                    |             |  |
| Blaesodactylus sakalava       |                                    |             |  |
| Ebenavia inunguis             |                                    |             |  |
| Ebenavia maintimainty         |                                    |             |  |
| Geckolepis maculata           |                                    |             |  |
| Geckolepis polylepis          |                                    |             |  |
| Geckolepis typica             |                                    |             |  |
| Gehyra mutilata               |                                    |             |  |
| Hemidactylus frenatus         |                                    |             |  |
| Hemidactylus mabouia          |                                    |             |  |
| Hemidactylus mercatorius      |                                    |             |  |
| Hemidactylus platycephalus    |                                    |             |  |
| Lygodactylus arnoulti         |                                    |             |  |
| Lygodactylus bivittis         |                                    |             |  |
| Lygodactylus blancae          |                                    |             |  |
| Lygodactylus blanci           |                                    |             |  |
| Lygodactylus decaryi          |                                    |             |  |
| Lygodactylus expectatus       |                                    |             |  |
| Lygodactylus guibei           |                                    |             |  |
| Lygodactylus heterurus        |                                    |             |  |
| Lygodactylus intermedius      |                                    |             |  |
| Lygodactylus klemmeri         |                                    |             |  |
| Lygodactylus madagascariensis |                                    |             |  |
| Lygodactylus miops            |                                    |             |  |
| Lygodactylus mirabilis        |                                    |             |  |
| Lygodactylus montanus         |                                    |             |  |
| Lygodactylus ornatus          |                                    |             |  |
| Lygodactylus pauliani         |                                    |             |  |
| Lygodactylus pictus           |                                    |             |  |
| Lygodactylus rarus            |                                    |             |  |
| Lygodactylus roavolana        |                                    |             |  |
| Lygodactylus tolampyae        |                                    |             |  |
| Lygodactylus tuberosus        |                                    |             |  |
| Lygodactylus verticillatus    |                                    |             |  |
| Matoatoa brevipes             |                                    |             |  |
| Matoatoa spannringi           |                                    |             |  |
| Paragehyra gabriellae         |                                    |             |  |
| Paragehyra petiti             |                                    |             |  |
| Paroedura androyensis         |                                    |             |  |
| Paroedura bastardi            |                                    |             |  |
| Paroedura gracilis            |                                    |             |  |
| Paroedura homalorhina         |                                    |             |  |
| Paroedura hordiesi            |                                    |             |  |
| Paroedura ibityensis          |                                    |             |  |
| Paroedura karstophila         |                                    |             |  |
| Paroedura lohatsara           |                                    |             |  |
| Paroedura maingoka            | geco scorpione dalle dita a foglia |             |  |
| Paroedura masobe              |                                    |             |  |
| Paroedura oviceps             |                                    |             |  |
| Paroedura picta               |                                    |             |  |
| Paroedura stumpffi            |                                    |             |  |
| Paroedura tanjaka             |                                    |             |  |
| Paroedura vahiny              |                                    |             |  |
| Paroedura vazimba             |                                    |             |  |
| Phelsuma abbotti              | felsuma di Abbott                  |             |  |
| Phelsuma antanosy             |                                    |             |  |
| Phelsuma barbouri             |                                    |             |  |
| Phelsuma berghofi             |                                    |             |  |
| Phelsuma borai                |                                    |             |  |
| Phelsuma breviceps            |                                    |             |  |
| Phelsuma cepediana            | geco dalla coda blu                |             |  |
| Phelsuma dorsivittata         |                                    |             |  |
| Phelsuma dubia                |                                    |             |  |
| Phelsuma flavigularis         |                                    |             |  |
| Phelsuma gouldi               |                                    |             |  |
| Phelsuma grandis              |                                    |             |  |
| Phelsuma guttata              |                                    |             |  |
| Phelsuma hielscheri           |                                    |             |  |
| Phelsuma hoeschi              |                                    |             |  |
| Phelsuma kely                 |                                    |             |  |
| Phelsuma klemmeri             |                                    |             |  |
| Phelsuma kochi                |                                    |             |  |
| Phelsuma laticauda            | felsuma dalla coda larga           |             |  |
| Phelsuma lineata              |                                    |             |  |
| Phelsuma madagascariensis     | geco diurno del Madagascar         |             |  |
| Phelsuma malamakibo           |                                    |             |  |
| Phelsuma masohoala            |                                    |             |  |
| Phelsuma modesta              |                                    |             |  |
| Phelsuma mutabilis            |                                    |             |  |
| Phelsuma parva                |                                    |             |  |
| Phelsuma pronki               |                                    |             |  |
| Phelsuma pusilla              |                                    |             |  |
| Phelsuma quadriocellata       | geco diurno di Peacock             |             |  |
| Phelsuma ravenala             |                                    |             |  |
| Phelsuma roesleri             |                                    |             |  |
| Phelsuma seippi               |                                    |             |  |
| Phelsuma serraticauda         |                                    |             |  |
| Phelsuma standingi            | felsuma di Standing                |             |  |
| Phelsuma vanheygeni           |                                    |             |  |
| Uroplatus alluaudi            |                                    |             |  |
| Uroplatus ebenaui             |                                    |             |  |
| Uroplatus fimbriatus          |                                    |             |  |
| Uroplatus finiavana           |                                    |             |  |
| Uroplatus giganteus           |                                    |             |  |
| Uroplatus guentheri           | geco coda a foglia di Günther      |             |  |
| Uroplatus henkeli             |                                    |             |  |
| Uroplatus lineatus            |                                    |             |  |
| Uroplatus malahelo            |                                    |             |  |
| Uroplatus malama              |                                    |             |  |
| Uroplatus phantasticus        | geco coda a foglia satanico        |             |  |
| Uroplatus pietschmanni        |                                    |             |  |
| Uroplatus sameiti             |                                    |             |  |
| Uroplatus sikorae             |                                    |             |  |

### Gerrhosauridae
| Specie                           | Nome comune | Status IUCN |  |
| -------------------------------- | ----------- | ----------- |  |
| Tracheloptychus madagascariensis |             |             |  |
| Tracheloptychus petersi          |             |             |  |
| Zonosaurus aeneus                |             |             |  |
| Zonosaurus anelanelany           |             |             |  |
| Zonosaurus bemaraha              |             |             |  |
| Zonosaurus boettgeri             |             |             |  |
| Zonosaurus brygooi               |             |             |  |
| Zonosaurus haraldmeieri          |             |             |  |
| Zonosaurus karsteni              |             |             |  |
| Zonosaurus laticaudatus          |             |             |  |
| Zonosaurus madagascariensis      |             |             |  |
| Zonosaurus maramaintso           |             |             |  |
| Zonosaurus maximus               |             |             |  |
| Zonosaurus ornatus               |             |             |  |
| Zonosaurus quadrilineatus        |             |             |  |
| Zonosaurus rufipes               |             |             |  |
| Zonosaurus subunicolor           |             |             |  |
| Zonosaurus trilineatus           |             |             |  |
| Zonosaurus tsingy                |             |             |  |

### Opluridae
| Specie                      | Nome comune                       | Status IUCN |  |
| --------------------------- | --------------------------------- | ----------- |  |
| Chalarodon madagascariensis |                                   |             |  |
| Oplurus cuvieri             | iguana codaspinosa del Madagascar |             |  |
| Oplurus cyclurus            |                                   |             |  |
| Oplurus fierinensis         |                                   |             |  |
| Oplurus grandidieri         |                                   |             |  |
| Oplurus quadrimaculatus     |                                   |             |  |
| Oplurus saxicola            |                                   |             |  |

### Scincidae
| Specie                          | Nome comune | Status IUCN |  |
| ------------------------------- | ----------- | ----------- |  |
| Amphiglossus alluaudi           |             |             |  |
| Amphiglossus andranovahensis    |             |             |  |
| Amphiglossus anosyensis         |             |             |  |
| Amphiglossus ardouini           |             |             |  |
| Amphiglossus astrolabi          |             |             |  |
| Amphiglossus crenni             |             |             |  |
| Amphiglossus decaryi            |             |             |  |
| Amphiglossus elongatus          |             |             |  |
| Amphiglossus frontoparietalis   |             |             |  |
| Amphiglossus gastrostictus      |             |             |  |
| Amphiglossus macrocercus        |             |             |  |
| Amphiglossus mandady            |             |             |  |
| Amphiglossus mandokava          |             |             |  |
| Amphiglossus melanurus          |             |             |  |
| Amphiglossus meva               |             |             |  |
| Amphiglossus ornaticeps         |             |             |  |
| Amphiglossus punctatus          |             |             |  |
| Amphiglossus reticulatus        |             |             |  |
| Amphiglossus spilostichus       |             |             |  |
| Amphiglossus splendidus         |             |             |  |
| Amphiglossus stylus             |             |             |  |
| Amphiglossus tanysoma           |             |             |  |
| Amphiglossus tsaratananensis    |             |             |  |
| Androngo trivittatus            |             |             |  |
| Cryptoblepharus cognatus        |             |             |  |
| Cryptoblepharus voeltzkowi      |             |             |  |
| Madascincus ankodabensis        |             |             |  |
| Madascincus arenicola           |             |             |  |
| Madascincus igneocaudatus       |             |             |  |
| Madascincus macrolepis          |             |             |  |
| Madascincus melanopleura        |             |             |  |
| Madascincus minutus             |             |             |  |
| Madascincus mouroundavae        |             |             |  |
| Madascincus nanus               |             |             |  |
| Madascincus polleni             |             |             |  |
| Madascincus stumpffi            |             |             |  |
| Paracontias brocchii            |             |             |  |
| Paracontias fasika              |             |             |  |
| Paracontias hafa                |             |             |  |
| Paracontias hildebrandti        |             |             |  |
| Paracontias holomelas           |             |             |  |
| Paracontias kankana             |             |             |  |
| Paracontias manify              |             |             |  |
| Paracontias milloti             |             |             |  |
| Paracontias minimus             |             |             |  |
| Paracontias rothschildi         |             |             |  |
| Paracontias tsararano           |             |             |  |
| Paracontias vermisaurus         |             |             |  |
| Pseudoacontias angelorum        |             |             |  |
| Pseudoacontias madagascariensis |             |             |  |
| Pseudoacontias menamainty       |             |             |  |
| Pseudoacontias unicolor         |             |             |  |
| Pygomeles braconnieri           |             |             |  |
| Pygomeles petteri               |             |             |  |
| Sirenoscincus mobydick          |             |             |  |
| Sirenoscincus yamagishii        |             |             |  |
| Trachylepis aureopunctata       |             |             |  |
| Trachylepis betsileana          |             |             |  |
| Trachylepis boettgeri           |             |             |  |
| Trachylepis comorensis          |             |             |  |
| Trachylepis dumasi              |             |             |  |
| Trachylepis elegans             |             |             |  |
| Trachylepis gravenhorstii       |             |             |  |
| Trachylepis lavarambo           |             |             |  |
| Trachylepis madagascariensis    |             |             |  |
| Trachylepis nancycoutuae        |             |             |  |
| Trachylepis tandrefana          |             |             |  |
| Trachylepis tavaratra           |             |             |  |
| Trachylepis vato                |             |             |  |
| Trachylepis vezo                |             |             |  |
| Trachylepis volamenaloha        |             |             |  |
| Voeltzkowia fierinensis         |             |             |  |
| Voeltzkowia lineata             |             |             |  |
| Voeltzkowia mira                |             |             |  |
| Voeltzkowia petiti              |             |             |  |
| Voeltzkowia rubrocaudata        |             |             |  |

## Serpenti

### Boidae
| Specie                       | Nome comune                   | Status IUCN |  |
| ---------------------------- | ----------------------------- | ----------- |  |
| Acrantophis dumerili         | boa di Dumeril                |             |  |
| Acrantophis madagascariensis | boa terricolo del Madagascar  |             |  |
| Sanzinia madagascariensis    | boa arboricolo del Madagascar |             |  |
| Sanzinia volontany           |                               |             |  |

### Elapidae
| Specie             | Nome comune | Status IUCN |  |
| ------------------ | ----------- | ----------- |  |
| Hydrophis platurus |             |             |  |

### Lamprophiidae
| Specie                         | Nome comune | Status IUCN |  |
| ------------------------------ | ----------- | ----------- |  |
| Alluaudina bellyi              |             |             |  |
| Alluaudina mocquardi           |             |             |  |
| Brygophis coulangesi           |             |             |  |
| Compsophis albiventris         |             |             |  |
| Compsophis boulengeri          |             |             |  |
| Compsophis fatsibe             |             |             |  |
| Compsophis infralineatus       |             |             |  |
| Compsophis laphystius          |             |             |  |
| Compsophis vinckei             |             |             |  |
| Compsophis zeny                |             |             |  |
| Dromicodryas bernieri          |             |             |  |
| Dromicodryas quadrilineatus    |             |             |  |
| Elapotinus picteti             |             |             |  |
| Heteroliodon fohy              |             |             |  |
| Heteroliodon lava              |             |             |  |
| Heteroliodon occipitalis       |             |             |  |
| Ithycyphus blanci              |             |             |  |
| Ithycyphus goudoti             |             |             |  |
| Ithycyphus miniatus            |             |             |  |
| Ithycyphus oursi               |             |             |  |
| Ithycyphus perineti            |             |             |  |
| Langaha alluaudi               |             |             |  |
| Langaha madagascariensis       |             |             |  |
| Langaha pseudoalluaudi         |             |             |  |
| Leioheterodon geayi            |             |             |  |
| Leioheterodon madagascariensis |             |             |  |
| Leioheterodon modestus         |             |             |  |
| Liophidium apperti             |             |             |  |
| Liophidium chabaudi            |             |             |  |
| Liophidium maintikibo          |             |             |  |
| Liophidium pattoni             |             |             |  |
| Liophidium rhodogaster         |             |             |  |
| Liophidium therezieni          |             |             |  |
| Liophidium torquatum           |             |             |  |
| Liophidium trilineatum         |             |             |  |
| Liophidium vaillanti           |             |             |  |
| Liopholidophis baderi          |             |             |  |
| Liopholidophis dimorphus       |             |             |  |
| Liopholidophis dolicocercus    |             |             |  |
| Liopholidophis grandidieri     |             |             |  |
| Liopholidophis oligolepis      |             |             |  |
| Liopholidophis rhadinaea       |             |             |  |
| Liopholidophis sexlineatus     |             |             |  |
| Liopholidophis varius          |             |             |  |
| Lycodryas carleti              |             |             |  |
| Lycodryas citrinus             |             |             |  |
| Lycodryas gaimardi             |             |             |  |
| Lycodryas granuliceps          |             |             |  |
| Lycodryas guentheri            |             |             |  |
| Lycodryas inopinae             |             |             |  |
| Lycodryas inornatus            |             |             |  |
| Lycodryas pseudogranuliceps    |             |             |  |
| Madagascarophis colubrinus     |             |             |  |
| Madagascarophis fuchsi         |             |             |  |
| Madagascarophis meridionalis   |             |             |  |
| Madagascarophis ocellatus      |             |             |  |
| Micropisthodon ochraceus       |             |             |  |
| Mimophis mahfalensis           |             |             |  |
| Pararhadinaea melanogaster     |             |             |  |
| Parastenophis betsileanus      |             |             |  |
| Phisalixella arctifasciata     |             |             |  |
| Phisalixella iarakaensis       |             |             |  |
| Phisalixella tulearensis       |             |             |  |
| Phisalixella variabilis        |             |             |  |
| Pseudoxyrhopus ambreensis      |             |             |  |
| Pseudoxyrhopus analabe         |             |             |  |
| Pseudoxyrhopus ankafinaensis   |             |             |  |
| Pseudoxyrhopus heterurus       |             |             |  |
| Pseudoxyrhopus imerinae        |             |             |  |
| Pseudoxyrhopus kely            |             |             |  |
| Pseudoxyrhopus microps         |             |             |  |
| Pseudoxyrhopus oblectator      |             |             |  |
| Pseudoxyrhopus quinquelineatus |             |             |  |
| Pseudoxyrhopus sokosoko        |             |             |  |
| Pseudoxyrhopus tritaeniatus    |             |             |  |
| Thamnosophis epistibes         |             |             |  |
| Thamnosophis infrasignatus     |             |             |  |
| Thamnosophis lateralis         |             |             |  |
| Thamnosophis martae            |             |             |  |
| Thamnosophis mavotenda         |             |             |  |
| Thamnosophis stumpffi          |             |             |  |

### Typhlopidae
| Specie                        | Nome comune | Status IUCN |  |
| ----------------------------- | ----------- | ----------- |  |
| Indotyphlops braminus         |             |             |  |
| Madatyphlops andasibensis     |             |             |  |
| Madatyphlops arenarius        |             |             |  |
| Madatyphlops boettgeri        |             |             |  |
| Madatyphlops decorsei         |             |             |  |
| Madatyphlops domerguei        |             |             |  |
| Madatyphlops madagascariensis |             |             |  |
| Madatyphlops microcephalus    |             |             |  |
| Madatyphlops mucronatus       |             |             |  |
| Madatyphlops ocularis         |             |             |  |
| Madatyphlops rajeryi          |             |             |  |
| Madatyphlops reuteri          |             |             |  |

### Xenotyphlopidae
| Specie                   | Nome comune | Status IUCN |  |
| ------------------------ | ----------- | ----------- |  |
| Xenotyphlops grandidieri |             |             |  |

## Tartarughe

### Cheloniidae
| Specie                 | Nome comune         | Status IUCN |  |
| ---------------------- | ------------------- | ----------- |  |
| Caretta caretta        | tartaruga comune    |             |  |
| Chelonia mydas         | tartaruga verde     |             |  |
| Eretmochelys imbricata | tartaruga embricata |             |  |
| Lepidochelys olivacea  | tartaruga olivacea  |             |  |

### Dermochelyidae
| Specie               | Nome comune     | Status IUCN |  |
| -------------------- | --------------- | ----------- |  |
| Dermochelys coriacea | tartaruga liuto |             |  |

### Pelomedusidae
| Specie               | Nome comune | Status IUCN |  |
| -------------------- | ----------- | ----------- |  |
| Pelomedusa subrufa   |             |             |  |
| Pelusios castanoides |             |             |  |
| Pelusios subniger    |             |             |  |

### Podocnemididae
| Specie                        | Nome comune | Status IUCN |  |
| ----------------------------- | ----------- | ----------- |  |
| Erymnochelys madagascariensis |             |             |  |

### Testudinidae
| Specie                    | Nome comune           | Status IUCN |  |
| ------------------------- | --------------------- | ----------- |  |
| Aldabrachelys abrupta     |                       |             |  |
| Aldabrachelys grandidieri |                       |             |  |
| Astrochelys radiata       | testuggine raggiata   |             |  |
| Astrochelys yniphora      | testuggine dal vomere |             |  |
| Kinixys zombensis         |                       |             |  |
| Pyxis arachnoides         |                       |             |  |
| Pyxis planicauda          |                       |             |  |